# Janne Furch
Janne Furch (auch Jane Furch, Janne Furch-Allers; * 6. Mai 1915 in Kiel; † 28. März 1992 in Feldafing) war eine deutsche Drehbuchautorin, Schauspielerin, Schriftstellerin und Übersetzerin.

## Leben
Nach Schauspielunterricht bei Ernst Martens in München begann die gebürtige Kielerin ihre Karriere an bayerischen Bühnen. 1937 bis 1938 trat sie am Stadttheater Memmingen auf, danach spielte sie an der Bayerischen Landesbühne und am Residenztheater in München.
In dieser Zeit bekam sie auch einige Rollen in Filmkomödien. Die attraktive blonde Schauspielerin konnte sich jedoch nicht dauerhaft etablieren. Da sie nach dem Krieg nur noch sehr kleine Rollen erhielt, verlegte sie sich nach dem Vorbild ihres Ehemanns Werner Eplinius auf das Verfassen von Drehbüchern. 
Janne Furch schrieb zahlreiche Drehbücher, die für die Filmwelt der 1950er und 1960er Jahre charakteristisch waren. Meist lieferte sie Komödien, Liebesfilme und Heimatfilme. Der wenig erfolgreiche Beitrag zu den Edgar-Wallace-Filmen, Der Fluch der gelben Schlange, blieb ihr einziger Abstecher in das Genre des Kriminalfilms.
Darüber hinaus verfasste Janne Furch auch einige Theaterstücke und gab englisch- und französischsprachigen Werken eine deutsche Fassung. Am bedeutendsten wurde ihre deutschsprachige Fassung des Musicals The King and I.
Janne Furch schrieb auch Schlagertexte, so zum Beispiel für Freddy Breck.

## Filmrollen
- 1941: Der scheinheilige Florian
- 1941: Komödianten
- 1942: Einmal der liebe Herrgott sein

## Theaterstücke
- Da geht ein Mister Jemand (1965, Lustspiel in zwei Akten)
- Mein ehrlicher Tag (Lustspiel in fünf Bildern)
- Land in Sicht (Lustspiel mit Pat Beryll)
- Twee Engels (Lustspiel)
- The Most Happy Fella (1972, deutsch nach Sidney Howard)
- Der König und ich oder Anna und der König von Siam (deutsch nach Oscar Hammersteins The King and I)
- Kiki vom Montmartre (musikalisches Lustspiel nach André Picard)
- Kismet (1977, deutsch nach Edward Knoblock)
- Guys & Dolls (deutsch nach Frank Loesser)

## Drehbücher
- 1954: Heimweh nach Deutschland
- 1954: Hochstaplerin der Liebe
- 1954: Geliebtes Fräulein Doktor
- 1955: Musik im Blut
- 1956: Die Rosel vom Schwarzwald
- 1956: Mein Bruder Josua
- 1956: Die schöne Meisterin
- 1956: Der Fremdenführer von Lissabon
- 1957: Der Adler vom Velsatal
- 1957: Und so was will erwachsen sein (Die Winzerin von Langenlois)
- 1957: Einmal eine große Dame sein
- 1957: Die große Chance
- 1958: Zwei Herzen im Mai
- 1958: Der Czardas-König
- 1958: 13 kleine Esel und der Sonnenhof
- 1958: Gräfin Mariza
- 1959: Wenn das mein großer Bruder wüßte
- 1959: Kein Mann zum Heiraten
- 1959: So angelt man keinen Mann
- 1960: Gitarren klingen leise durch die Nacht
- 1960: Mit 17 weint man nicht
- 1960: Meine Nichte tut das nicht
- 1960: Im weißen Rößl
- 1961: Schön ist die Liebe am Königssee
- 1961: Immer Ärger mit dem Bett
- 1961: Mariandl
- 1961: Robert und Bertram
- 1961: Saison in Salzburg
- 1961: So liebt und küßt man in Tirol
- 1962: Café Oriental
- 1962: Frauenarzt Dr. Sibelius
- 1962: Mariandls Heimkehr
- 1962: Die lustige Witwe
- 1962: Die Försterchristel
- 1963: Der Fluch der gelben Schlange
- 1963: Der Musterknabe
- 1963: Lieder klingen am Lago Maggiore
- 1964: Ein Frauenarzt klagt an
- 1964: Hilfe, meine Braut klaut
- 1964: Jetzt dreht die Welt sich nur um dich
- 1964: Heirate mich, Chéri
- 1964: … und sowas muß um 8 ins Bett
- 1965: Das ist mein Wien
- 1968: Immer Ärger mit den Paukern
- 1969: Klein Erna auf dem Jungfernstieg